# Syndroom van Phelan-McDermid
Het syndroom van Phelan-McDermid of 22q13.3-deletie is een zeldzame afwijking van chromosoom 22 als gevolg van het feit dat een deel van het chromosoom niet compleet is. Het syndroom is vernoemd naar de Canadese onderzoeksters Mary Catherine (Katy) Phelan en Heather E. McDermid, de eersten die het beschreven. De belangrijkste symptomen zijn geestelijke achterstand en diverse lichamelijke afwijkingen. Dit kan bij individuen in verschillende vormen voorkomen.
In de typeaanduiding van het syndroom staat de 22 voor chromosoom 22, de q voor de lange arm van het chromosoom, 13.31 voor de band waarin de afwijking zich bevindt en deletie voor het gegeven dat het om een deel van het chromosoom gaat dat niet aanwezig is. Deze laatste specificatie is nodig omdat er ook varianten van de afwijking bestaan, waarbij de DNA-code dubbel op de betreffende locatie staat (22q13.3-duplicatiesyndroom).

## Opbouw 22q13.3
Bij syndroom van Phelan-McDermid ontbreekt er in de telomeren een stukje genetisch materiaal. Uit onderzoek is gebleken dat alle patiënten het Shank 3-gen missen dat verantwoordelijk is voor het aanleggen van de synapsen.

## Symptomen
Waargenomen zijn tot nu toe:
- schizofrenie
- hypotonie
- vertraagde of afwezige spraakontwikkeling
- lang hoofd
- problemen met teennagels
- normale tot grote groei
- autisme
- ontwikkelingsachterstand (in diverse gradaties); mijlpalen als zitten, staan en lopen komen op een later tijdstip
- ptosis
- weinig tot niet zweten
- grote handen

## Onderzoek
Er zijn gerichte hypotheses over een relatie tussen autisme en schizofrenie. Zowel autisme als schizofrenie worden veroorzaakt door problemen in de ontwikkeling van het embryo in de eerste maand van de zwangerschap. Ongeveer 20 tot 40 dagen na de bevruchting gaat er bij beide stoornissen iets fout in de aanleg van de lichaamsdelen en hersenen, wat een kettingreactie op gang brengt. De ziekten hebben dezelfde oorzaak.
Ook op het genetisch vlak zijn relaties te zien tussen autisme en schizofrenie op basis van duplicaties en deficiënties binnen chromosomen. Zo is statistisch vastgesteld dat bij het syndroom van Phelan-McDermid significant vaker schizofrenie voorkomt en bij het 22q13.3-duplicatiesyndroom significant vaker autisme voorkomt. Vergelijkbare waarnemingen zijn gedaan voor chromosoom 1 op 1q21.1 (deletie (1q21.1-deletiesyndroom): schizofrenie/duplicatie (1q21.1-duplicatiesyndroom): autisme) voor chromosoom 16 op 16p11.2 (deficiëntie: autisme/duplicatie: schizofrenie) en chromosoom 22 op 22q11.21 (deficiëntie (Velocardiofaciaal syndroom): schizofrenie/duplicatie: autisme). Onderzoeken naar relaties tussen autisme en schizofrenie gekoppeld aan deficiënties/duplicaties voor chromosoom 15 (15q13.3), chromosoom 16 (16p13.1) en chromosoom 17 (17p12) zijn nog niet eenduidig.